# Welsh Cemetery (Caesar's Nose)
Welsh Cemetery (Caesar's Nose) is een Britse militaire begraafplaats met gesneuvelden uit de Eerste Wereldoorlog, gelegen in het Belgische dorp Boezinge, een deelgemeente van Ieper. De begraafplaats ligt midden in het veld op ca. 2,5 km ten zuidoosten van het dorpscentrum en kan worden bereikt langs een 200 m lang pad. Het terrein is 395 m² groot en is omgeven door een bakstenen muur. De begraafplaats werd ontworpen door Arthur Hutton en wordt onderhouden door de Commonwealth War Graves Commission. Er worden 68 doden herdacht, waarvan 9 niet geïdentificeerd konden worden.

## Geschiedenis
Doordat de frontlijn bij deze plek een driehoekige uitsprong maakte kreeg deze begraafplaats de bijnaam "Caesar's Nose". Eind juli 1917, bij het begin van de Slag om Pilckem Ridge (Derde Slag om Ieper), startte men met de aanleg ervan en ze werd gebruikt tot november van dat jaar. De 38th (Welsh) Division die dit gebied veroverde, begroef hier 23 manschappen. Er liggen ook 15 mannen van de Royal Field Artillery.
In 2009 werd de begraafplaats beschermd als monument.

## Graf
- W.H. Taylor, hij was hoefsmid (Engels: shoeing smith - geen militaire graad) bij de Royal Field Artillery.